# Belzoni, Mississippi
För andra betydelser, se Belzoni.
Belzoni är en stad (city) som är administrativ huvudort i Humphreys County i Mississippi i USA.
Belzoni grundades på 1880-talet och fick stadsprivilegier 1895 (som village). Orten har fått sitt namn efter den italienska upptäcktsresanden och arkeologen Giovanni Belzoni.
Vid 2020 års folkräkning hade Belzoni 1 938 invånare.

## Kända personer
- Charles Gordon, filmproducent
- Lawrence Gordon, filmproducent
- Elmore James, musiker
- Denise LaSalle, musiker
- Pinetop Perkins, musiker
- Ernie Terrell, boxare
- Jean Terrell, sångerska